# Ostermühle (Velburg)
Ostermühle ist ein Ortsteil der Stadt Velburg im Landkreis Neumarkt in der Oberpfalz.

## Geographische Lage
Die Einöde liegt auf der Fränkischen Alb im Oberpfälzer Jura, ungefähr ein Kilometer südwestlich von Lengenfeld im Tal der Schwarzen Laber.
Die Ansiedelung ist über die im Tal verlaufende Gemeindeverbindungsstraße Lengenfeld – Oberweiling zu erreichen.

## Geschichte
Die Mühle unterstand im Alten Reich der Blutgerichtsbarkeit der Herrschaft Helfenberg. Im Salbuch dieser Herrschaft von ca. 1500 ist sie genannt.
1841 wurde sie unter Verwendung von Materialien der nach der Säkularisation abgebrochenen Burg Helfenberg neu errichtet. Angetrieben wurde sie von einem unterschlächtigen Wasserrad. Dieses und ein Generator lieferten bis 1920 Strom für das Dorf Lengenfeld. 1962 wurde der Mühlenbetrieb aufgegeben, das Mühlengebäude wich einem Wohnhausneubau.
Im Königreich Bayern gehörte Lengenfeld zu dem um 1810 neu gebildeten Steuerdistrikt Lengenfeld, der späteren Ruralgemeinde Lengenfeld im Landgericht Parsberg.
Im Zuge der bayerischen Gebietsreform wurde die Gemeinde Lengenfeld zum 1. Januar 1972 nach Velburg eingegliedert.

### Ortsnamendeutung
Der Ortsname kann gedeutet werden als „gegen Osten gelegene Mühle“, wobei der Bezugspunkt unklar ist.

### Einwohnerentwicklung
- 1836 9 Einwohner (1 Haus)[5]
- 1867 9 Einwohner (4 Gebäude)[6]
- 1875 6 Einwohner (3 Gebäude; Großviehbestand: 2 Pferde, 9 Stück Rindvieh)[7]
- 1900 6 Einwohner (1 Wohngebäude)[8]
- 1925 12 Einwohner (1 Wohngebäude)[9]
- 1938 7 Einwohner (nur Katholiken)[10]
- 1950 9 Einwohner (1 Wohngebäude)[11]
- 1987 8 Einwohner (2 Wohngebäude, 3 Wohnungen)[12]

## Kirchliche Verhältnisse
Die Ostermühle gehörte seit alters her zur Pfarrei Lengenfeld. Diese wurde mit Pfalz-Neuburg 1556 der Reformation unterworfen und 1621 rekatholisiert; die Glaubenswechsel mussten alle Untertanen vollziehen, also auch die Bewohner der Ostermühle. Vor 1767 wurde bei der Mühle eine St.-Jakobus-Kapelle errichtet; sie gilt als Baudenkmal.